# Mignanego
Mignànego (Mignanego in ligure) è un comune italiano sparso di 3 570 abitanti della città metropolitana di Genova in Liguria. La sede comunale è situata nel centro abitato di Ponteacqua.

## Geografia fisica

### Territorio
Il territorio comunale è situato in alta val Polcevera, nella valle del torrente Riccò, che più a valle, a Pontedecimo, si unisce con il torrente Verde, formando il Polcevera.
Tra le vette del territorio il monte Poggio (848 m), la Croce di Garzo (747 m), il Bric Montaldo (654 m), il monte Pesseise (363 m).
I principali centri abitati si sono sviluppati lungo la strada statale 35 dei Giovi, nel tratto che da Pontedecimo porta al passo dei Giovi (472 m s.l.m.).

## Storia

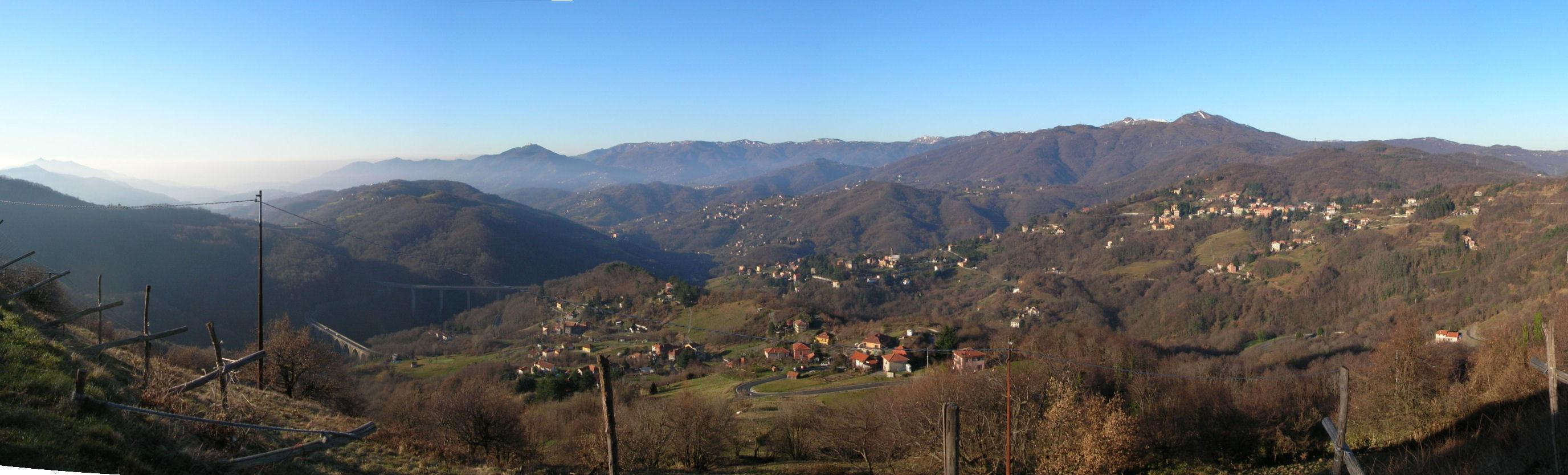
Veduta panoramica dell'alta valle del torrente Riccò (sulla destra il passo dei Giovi, al centro in primo piano la frazione di Montanesi, a sinistra si notano i due viadotti dell'autostrada A7).

Il comune di Mignanego ha origini antichissime; era attraversato dalla via Postumia, che raggiungeva il passo della Bocchetta (772 m s.l.m.) percorrendo il crinale tra le valli dei torrenti Riccò e Verde. La strada romana, tanto importante per lo spostamento di truppe e merci verso il nord, non seguiva l'attuale tragitto, ma sul passo della Bocchetta deviava a destra percorrendo il tracciato attuale che giunge alla zona denominata Pian di Reste e proseguendo sulla costa raggiunge l'abitato alessandrino di Fraconalto, l'antica Fiaccone. Fraconalto ebbe notevole importanza appunto nel periodo medievale e studiosi hanno trovato documenti secondo i quali si dice che vi fossero quasi 100 forni in grado di soddisfare le esigenze dell'imponente traffico verso la pianura Padana. Non esistono certezze sul numero esatto dei forni, ma il numero indicato indica di certo una grande attività in zona. Si ricorda inoltre la presenza di un monastero poco oltre i pianori di Pian di Reste, centro di culto e assistenza ai viandanti. Negli anni sessanta e settanta del XX secolo alcuni scavi hanno portato alla luce tracce di questa presenza e cocci di una certa importanza.
Di particolare importanza storica la piccola frazione di Costagiutta, l'antica Costaiota, e Paveto nominata in alcuni documenti come Paverio. Pare che già nell'XI secolo vi fosse traccia di questa frazione con poche abitazioni, ma già con una chiesa e un prelato. Invece attorno all'Ottocento pare che una prima scuola fosse attiva a Costagiutta.
La maggior parte dell'attuale territorio comunale (corrispondente al versante destro della valle del torrente Riccò), secondo le più accreditate ricostruzioni, era compreso nell'area indicata dalla Tavola bronzea di Polcevera, ricadendo in parte nell'agro privato dei Langenses e in parte nell'agro pubblico. In particolare l'agro privato comprendeva la zona dove ora sorgono i centri principali del comune (Vetrerie, Ponteacqua e Paveto).
Importanti per l'economia locale erano i pascoli che da Paveto, Costagiutta e Fumeri giungevano a nord sulla via Postumia verso Fraconalto e verso gli antichi agglomerati adesso chiamati Freccia e Tegli. Questi pascoli erano importanti e favoriti dal clima propizio derivante dall'aria marina che comportava temperature favorevoli. Una situazione di questo tipo provocò nei secoli vari scontri tra i locali di Mignanego e gli abitanti confinanti di Busalla e altri centri più a nord, meno privilegiati dal clima. Documenti attestano di scontri violenti e tutto lascia pensare che quanto narrato fosse vero, considerando le difficoltà dell'agricoltura e della pastorizia locale.

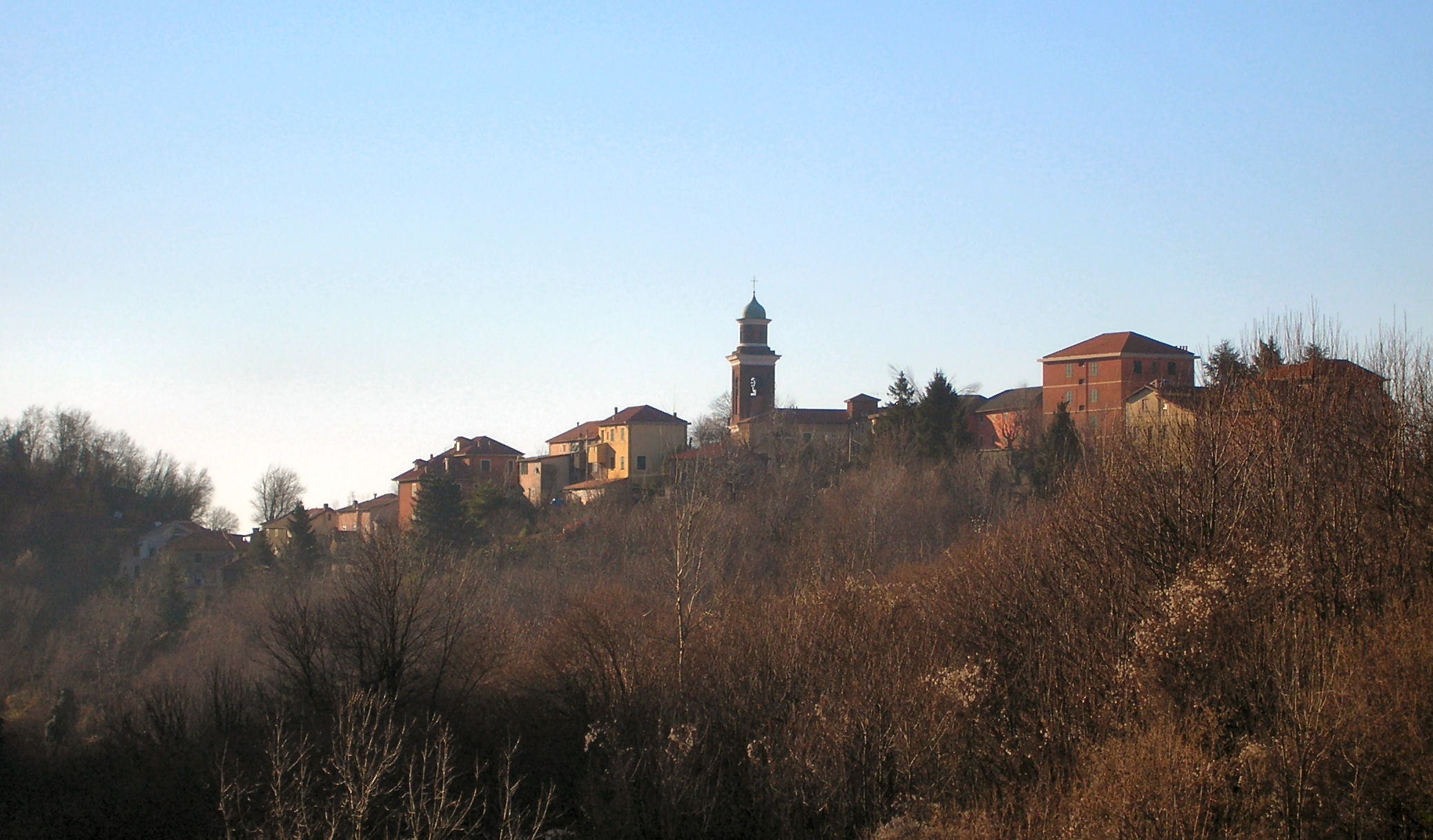
Il santuario della Vittoria e le case circostanti visti dalla strada del passo del Pertuso

Sino alla fine degli anni cinquanta del Novecento i terreni in quota, attualmente diventati zone boscate, erano destinati completamente a prato con due sfalci annuali e la pulizia attenta dei boschi nei quali venivano raccolte le foglie secche dei castagni. Il fieno veniva trasportato alle stalle con carri trainati da buoi o con teleferiche, alcune delle quali di grande lunghezza. Le foglie invece erano usate per "fare il letto" ai bovini delle stalle, ossia per coprire il fondo pietroso sul quale si coricavano gli animali. In questo modo il letame, importante per la concimazione dei terreni, aveva come componente principale appunto la foglia di castagno. Questa situazione è documentata con fotografie e ricordi storici sino alla fine degli anni cinquanta, nonostante si verificasse una vera fuga verso l'industria della città in tumultuoso sviluppo.
Un'analisi sociologica mostra come a partire dalla seconda metà dell'Ottocento si verificasse in val Polcevera un forte sviluppo industriale, in particolare con un gran numero di colorifici - tra i quali la ditta Brignola collocatasi proprio a Mignanego, in un primo tempo a Ponteacqua per la produzione della biacca, materiale innovativo per i tempi - ma vi erano anche fabbriche di sapone, lavorazione di grassi e oli commestibili, ferriere di varie dimensioni tra le quali si ricordano a Bolzaneto l'antica ILVA e la Bruzzo, stabilimenti per i refrattari poi diventati SANAC, e altro ancora. Mignanego non poteva non risentire dell'attrazione che proveniva dal fiorire di attività che partendo da Sampierdarena saliva verso Rivarolo e Bolzaneto per giungere sino a San Quirico e Pontedecimo.
Anche le nascenti ferrovie ebbero il loro effetto promuovendo l'occupazione anche a tempo parziale in determinati tempi dell'anno. In questo modo i contadini avevano la possibilità di curare le attività proprie dell'agricoltura e nello stesso tempo avere entrate economiche aggiuntive, sicure, a tempi determinati e precisi, soprattutto con moneta contante, fatto inusuale per quei tempi.
La collocazione del comune, su alcune delle principali vie di comunicazione tra Genova e la Pianura Padana, spiega come esso sia stato centro di eventi storici fondamentali per Genova e abbia avuto un ruolo importante nelle guerre che hanno coinvolto la Liguria, dalla discesa di Carlo Emanuele I di Savoia nel 1625, alla guerra di successione austriaca del 1746-1747, fino alla lotta di liberazione (1943-1945).
Le cronache raccontano che nel 722 passò dalle strade di Mignanego il pellegrinaggio che trasportava a Pavia le ceneri di sant'Agostino. Nel 1613 il territorio di Mignanego fu compreso nelle pievi che formavano i sette quartieri della val Polcevera.

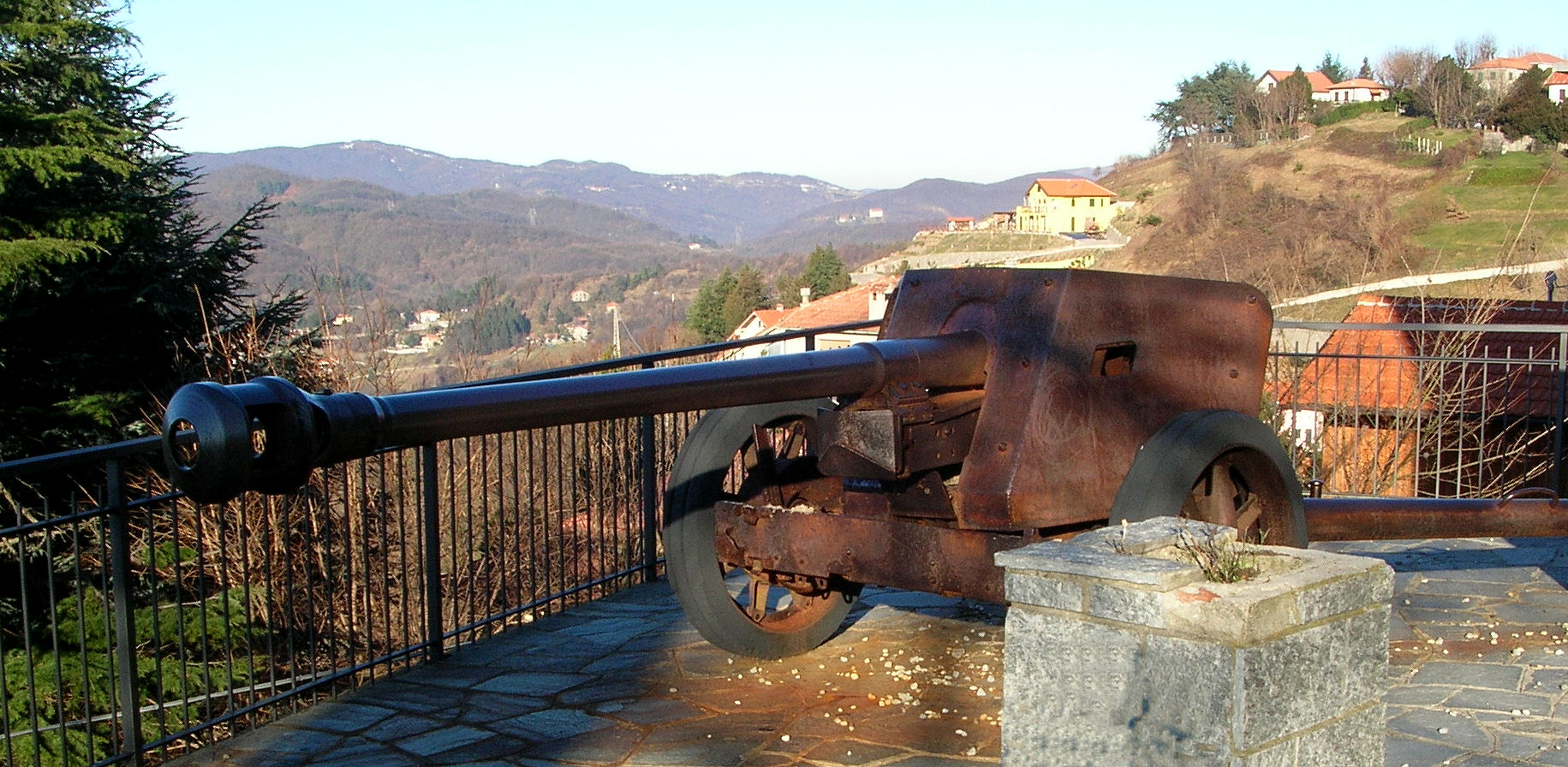
Cannone della seconda guerra mondiale presso il santuario della Vittoria

Tra gli eventi storici più importanti, la battaglia combattuta il 10 maggio 1625 al passo del Pertuso, che vide la vittoria delle milizie volontarie locali guidate dal parroco di Montanesi sull'armata del duca Carlo Emanuele I di Savoia. A seguito di quest'episodio fu eretto, in segno di rendimento di grazie, il santuario di Nostra Signora della Vittoria. La zona fu nuovamente teatro di combattimenti negli anni 1746-1747, durante la guerra di successione austriaca, dove tra i difensori della Repubblica di Genova si distinse il reggimento comandato dal colonnello Carlo Francesco Bembo. Altri combattimenti avvennero ancora nel 1800, con la vittoria del generale austriaco Hohenzollern sulle truppe francesi.
Con la dominazione francese di Napoleone Bonaparte, il 2 dicembre 1797 il territorio di Mignanego rientrò nel dipartimento del Polcevera, con capoluogo Rivarolo, all'interno della Repubblica Ligure. Dal 28 aprile del 1798, con i nuovi ordinamenti francesi, divenne capoluogo del XII Cantone della giurisdizione della Polcevera e dal 1803 centro principale del II Cantone della Polcevera nella giurisdizione del Centro. Annesso al Primo Impero francese, dal 13 giugno 1805 al 1814 venne inserito nel dipartimento di Genova.
Nel 1815 fu inglobato nel Regno di Sardegna, così come stabilito dal congresso di Vienna del 1814, e successivamente nel Regno d'Italia dal 1861. Dal 1859 al 1926 il territorio fu compreso nel XIV mandamento di Pontedecimo del circondario di Genova dell'allora provincia di Genova.
Durante la seconda guerra mondiale, nel corso della lotta di liberazione (1943-1945), questa zona vide contrapposte le forze di occupazione tedesche alle brigate partigiane della Divisione d'assalto Garibaldi "Mingo". Gli abitanti aiutarono anche la fuga di prigionieri inglesi, polacchi e sudafricani, nascondendoli sulle alture tra i Giovi e la Bocchetta, nutrendoli e facendoli poi allontanare verso siti più sicuri in modo che potessero riprendere la fuga verso la Francia e la Svizzera.
La valle, un tempo prevalentemente abitata da contadini e piccoli artigiani, ebbe un notevole sviluppo con la realizzazione della strada statale 35 dei Giovi (ora SP 35). Questa fu progettata e realizzata a cominciare dall'epoca napoleonica, a partire dal 1802 (tra le varie consulenze tecniche vi fu anche quella di Gaetano Cantoni), e fu definitivamente portata a termine sotto il Regno Sardo, attorno al 1821. I centri più importanti del Comune divennero allora quelli posti lungo il tracciato, e la sede comunale fu stabilita nella località di Ponteacqua attorno al 1805. Altre infrastrutture importanti per il paese furono le due linee ferroviarie: la Torino-Genova realizzata tra la fine degli anni quaranta dell'Ottocento e il 1853 e l'altra, detta Succursale dei Giovi, aperta nel 1889.
La costruzione delle due ferrovie diede impulso alle capacità economiche della zona; infatti giunsero molte maestranze per i lavori, manovali, operai e tecnici, nonché carrettieri che avevano l'incarico di cercare e trasportare pietre prelevandole dai rivi interni alle vallate. I lavori diedero quindi impulso all'economia locale dando spazio anche ai contadini che potevano lavorare per la realizzazione delle strade ferrate. A sera, terminati i turni di lavoro, i contadini avevano tempo per seguire la propria attività agricola. Una simile situazione portò un benessere inaspettato alla popolazione abituata da secoli a vivere con poco, solo curando pastorizia, allevamento di qualche bovino e i frutti dell'agricoltura locale. Le frazioni collinari di Mignanego come Paveto, Fumeri e Montanesi iniziarono e svilupparono specifiche produzioni agricole come fichi, mele e soprattutto pesche. Le pesche di Mignanego, o meglio quelle di Paveto in prevalenza, ebbero grande fama fino ai primi anni cinquanta. Quindi, usando un termine molto usato ai nostri tempi, le nuove "infrastrutture" diedero impulso all'economia locale. Molti giovani poi iniziarono a trovare lavoro all'interno delle ferrovie e poi nel porto del capoluogo.
L'apertura della strada e delle due linee ferroviarie, favorendo l'accesso ai vari paesi della valle, spinse molti benestanti, anche stranieri, a costruirvi le proprie case di villeggiatura. Nella zona del passo dei Giovi sorsero anche strutture ricettive e pure, nei pressi della località Ponterosso, una stazione idrominerale che sfruttava una sorgente di acqua solforosa (l'edificio, ancora esistente, è oggi un'abitazione privata, dopo aver ospitato per un certo periodo la sede del locale distaccamento dell'arma dei Carabinieri). Si dice anche che in estate fosse attivo un casinò nelle vicinanze del Passo e questo lascia intendere quale fosse il livello dei villeggianti.
Dal 1973 al 31 dicembre 2008 ha fatto parte della Comunità montana Alta Val Polcevera e, con le nuove disposizioni della Legge Regionale nº 24 del 4 luglio 2008, ha fatto parte fino al 2011 della Comunità montana Valli Genovesi Scrivia e Polcevera.

### Simboli
Stemma
Gonfalone

Lo stemma è stato concesso con il regio decreto del 27 luglio 1928 e registrato con leggi patenti del 6 dicembre 1928. I monti raffigurati nello stemma simboleggiano il passo dei Giovi, mentre le cinque stelle d'oro equivalgono all'antica divisione del territorio comunale in cinque parti.

## Monumenti e luoghi d'interesse

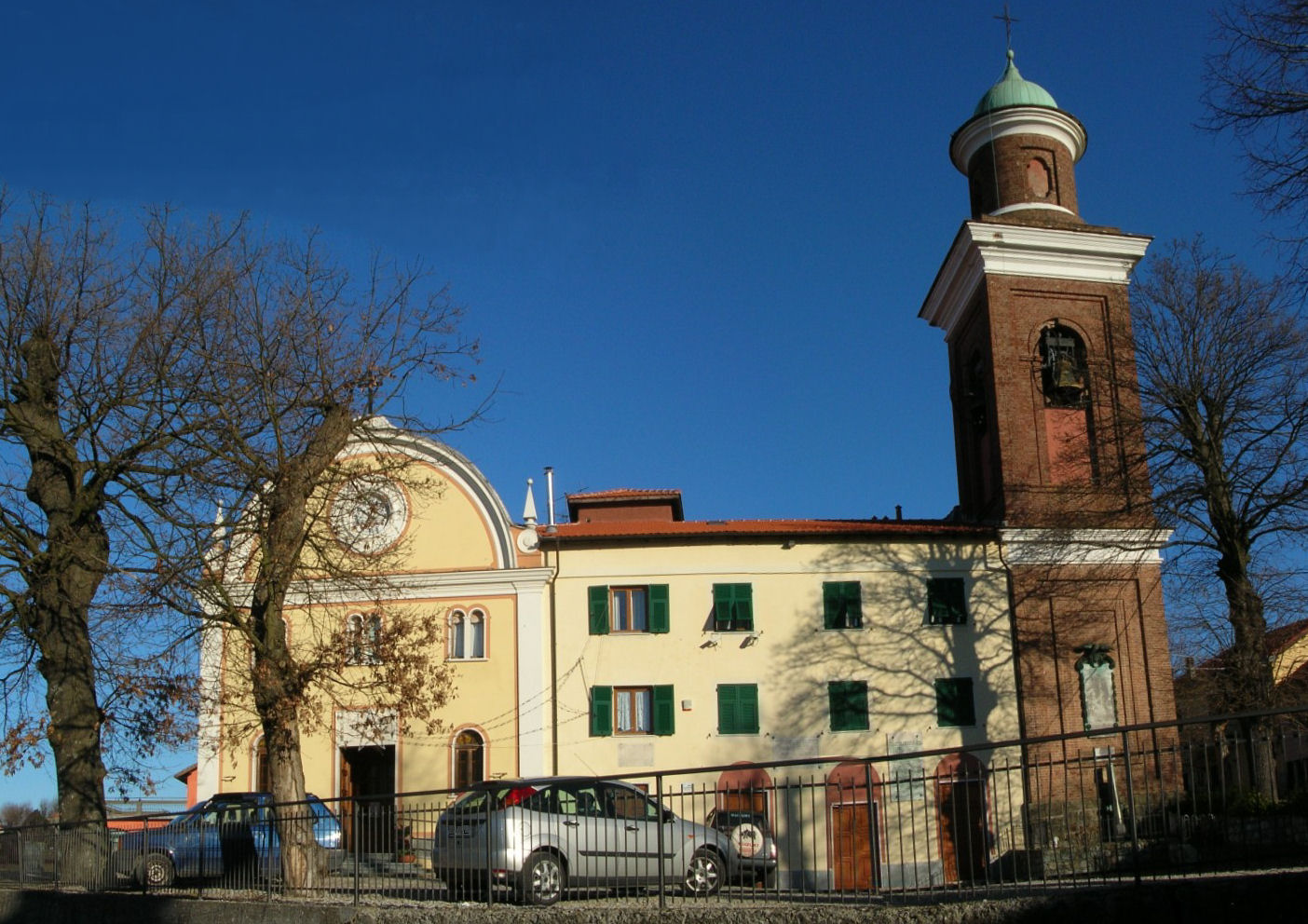
Il santuario della Vittoria presso il passo del Pertusio

### Architetture religiose
- Santuario di Nostra Signora della Vittoria. Eretto nel XVII secolo in ricordo della battaglia del passo del Pertuso in cui un drappello di volontari locali ebbe la meglio sull'esercito franco-savoiardo di Carlo Emanuele I di Savoia. Il santuario fu distrutto nel 1747 durante la guerra di successione austriaca e ricostruito nel 1751.
- Chiesa parrocchiale di Sant'Ambrogio nel capoluogo. La chiesa[8] è citata in un documento del 31 marzo 1210 e nel XIII secolo furono annesse alla sua pieve le due rettorie di Fumeri e Paveto.
- Chiesa di Nostra Signora di Lourdes nel capoluogo, costruita negli anni sessanta del Novecento.
- Chiesa parrocchiale del Bambino Gesù e San Giuseppe nella località Barriera di Mignanego. Costruita nel 1959, la prima pietra fu benedetta dal cardinale genovese Giuseppe Siri il 25 ottobre, la sua consacrazione risale al 13 agosto del 1960.
- Chiesa di San Giuseppe nella località di Costagiutta. L'edificio venne edificato poco prima del 1650 per volere della famiglia Sobrero.
- Chiesa parrocchiale di San Fruttuoso nella frazione di Fumeri. La sua prima citazione risalirebbe a un documento datato 14 giugno 1222. A seguito dello stato rovinoso di tale edificio nei primi anni del XVIII secolo fu deciso di costruire una nuova chiesa; i lavori ebbero inizio il 18 giugno del 1741 con la benedizione della prima pietra da parte dell'arciprete di Mignanego e fu completata dieci anni dopo, nel 1751, dopo l'interruzione dei lavori dovuti alla guerra del 1746-1747. La chiesa, a navata unica e con cinque altari, fu ristrutturata negli anni ottanta del XIX secolo.

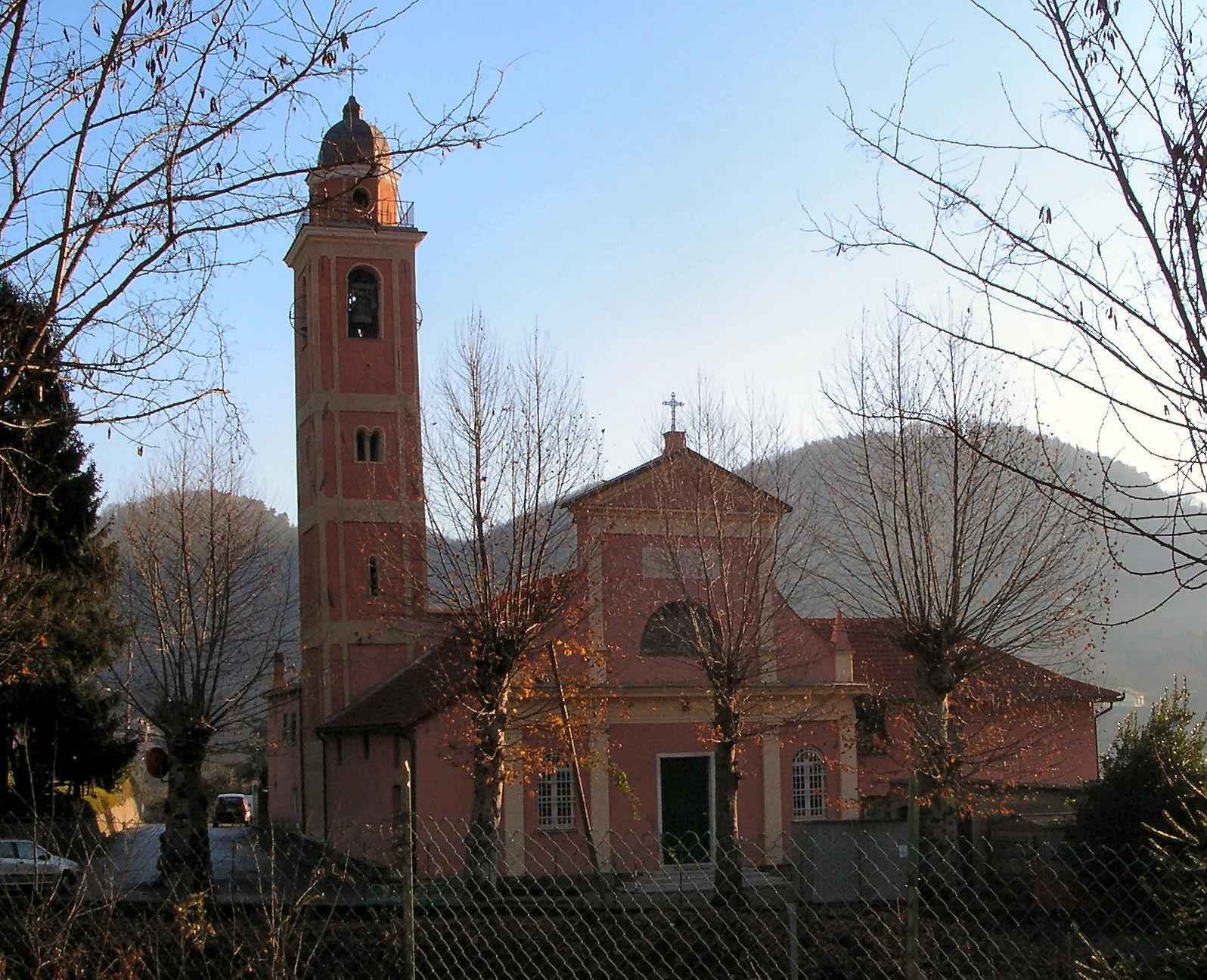
La chiesa parrocchiale di Sant'Ambrogio nel capoluogo

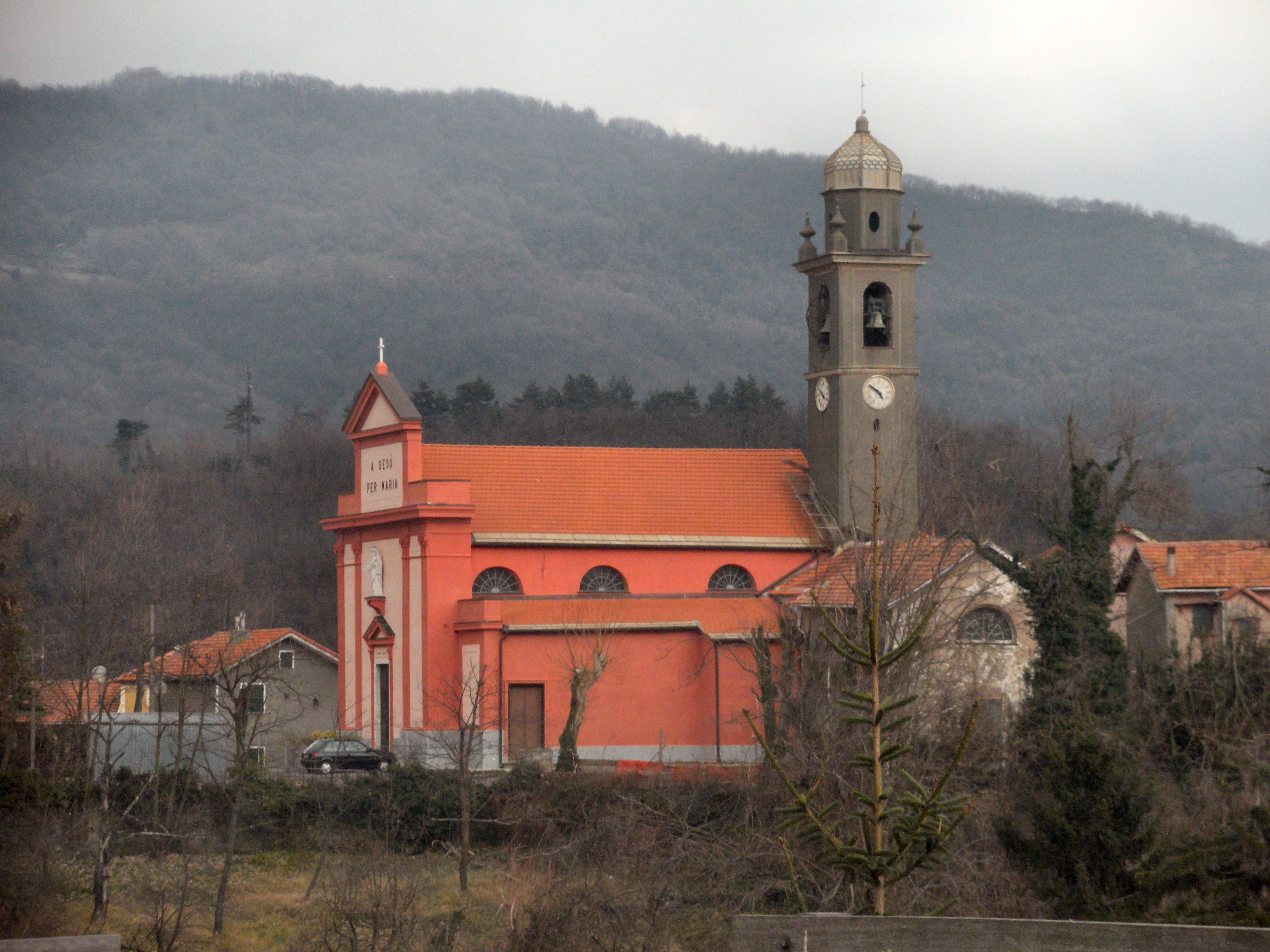
La chiesa dell'Ascensione nella frazione Giovi

- Chiesa parrocchiale dell'Ascensione di Nostro Signore Gesù Cristo nella località Chiesa Giovi. Fu costruita per iniziativa dei fratelli Giovo nel 1637 ed eretta in parrocchia l'anno seguente. Completamente ricostruita nel 1736 subì danni e saccheggi durante l'occupazione austriache del 1747; ingrandita e ristrutturata nel XIX secolo, fu consacrata dall'arcivescovo Salvatore Magnasco il 3 ottobre 1880.
- Chiesa parrocchiale di Sant'Andrea nella frazione di Montanesi. È citata per la prima volta in documenti del 1270. Il territorio della parrocchia comprende il santuario della Vittoria. Divenne definitivamente parrocchia autonoma nel 1593. L'avvenimento più importante nella storia della parrocchia fu la battaglia del passo del Pertuso, che diede origine al santuario.
- Chiesa parrocchiale di Santa Maria Assunta nella frazione di Paveto.[9] La sua originaria citazione appare in un lodo dei consoli di Mignanego - Ecclesia de Paverio - datato al 26 aprile 1203 e ancora in un atto notarile del 7 ottobre 1232. Eretta in parrocchia probabilmente nel 1515, fu gravemente danneggiata nella guerra del 1746-1747. Le funzioni religiose si svolsero per molti anni nel vicino oratorio di S. Bartolomeo.  I lavori per la nuova chiesa, molto probabilmente la terza ricostruzione, iniziarono il 9 luglio del 1872 affidando i lavori al capomastro Angelo De Negri detto il Montaldeo. Alla costruzione della nuova chiesa contribuirono finanziariamente anche ricchi genovesi che possedevano case di villeggiatura a Paveto. La chiesa, che ha una struttura a croce latina con quattro altari, fu inaugurata nel 1873. Vi si trovano tre statue dello scultore savonese Antonio Brilla.
- Chiesa di Santa Maria Ausiliatrice nella località di Ponterosso, edificio di culto moderno, architettonicamente molto semplice, costruito negli anni sessanta del XX secolo. Questa chiesa non è parrocchiale, ma una rettoria curata.

### Architetture civili
Tra la metà dell'Ottocento e gli anni trenta del Novecento la zona del passo dei Giovi fu meta di villeggiatura estiva della borghesia genovese. Vennero costruiti numerosi edifici, ville e villini di varia ispirazione architettonica, circondati da parchi e giardini ben armonizzati con l'ambiente circostante. Alcuni di questi edifici per le loro dimensioni riprendono il modello autocelebrativo delle antiche dimore patrizie.

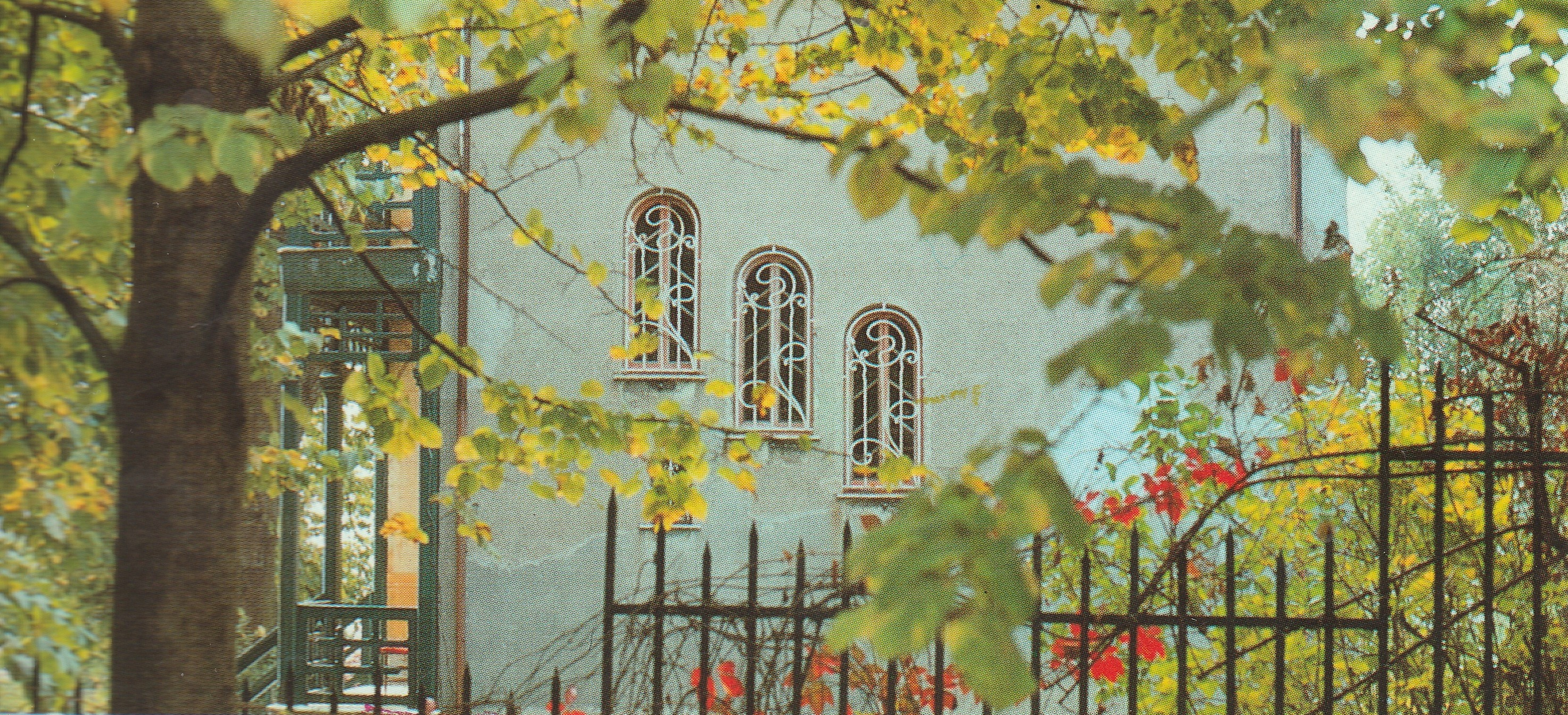
Villa Ida, particolarità delle finestre liberty della scala.

Villa Anna

- Villa Ida, via Giovanni Parodi 1.[11] In stile liberty, fu costruita nel 1904 come casa di villeggiatura, presentava in passato sulle facciate disegni tipici di quello stile architettonico e decorativo; nel recinto della proprietà è compresa una casa che serviva da alloggio dei manenti (i custodi della villa), che vi risiedevano tutto l'anno; la villa appartiene tuttora alla famiglia d'origine.
- Villa Anna, via Andrea Carpaneto 35. Fu costruita nel 1907 da Andrea Carpaneto e appartiene tuttora alla famiglia d'origine. L'attuale sistemazione risale agli anni trenta. È circondata da un grande parco con conifere, querce e frassini e dotato di un campo da tennis.[11]
- Villa San Luigi, ex villa D'Orsi, via Annita e Mella D’Orsi.[10][11]
- Villa Gavarone, via XXV Aprile 33, passo dei Giovi, costruita nel 1920[11].
- Villa Linda, via al Santuario 26[11], circondata da un vasto e folto parco, sorge lungo la strada che collega il passo dei Giovi con il santuario della Vittoria.
- Villa Tilde, Strada Statale 35  16, passo dei Giovi, costruita nel 1911[11].

Villa Ramenzoni

- Villa Ramenzoni, lungo la statale 35, nei pressi dell'abitato dei Giovi, dal 1949 ospitò per un breve periodo i "mutilatini" di don Gnocchi. Fu donata all'istituto guidato dal religioso lombardo da Lamberto Ramenzoni, un italiano residente in Brasile[12].

## Società

### Evoluzione demografica
Abitanti censiti

### Etnie e minoranze straniere
Secondo i dati Istat al 31 dicembre 2022, i cittadini stranieri residenti a Mignanego sono 180:
1. Romania, 34

### Istituzioni, enti e associazioni
La Pubblica Assistenza Croce Bianca di Mignanego, strutturata nelle due sezioni di Ponterosso e Vetrerie, fu fondata il 1º aprile del 1923; operò per diversi anni godendo del sostegno di tutta la popolazione, ma durante il fascismo, nel 1934, fu incorporata nella Croce Rossa Italiana, perdendo così in parte la sua identità. Fu ricostituita nel 1946, a 23 anni esatti dalla fondazione originaria.

## Geografia antropica

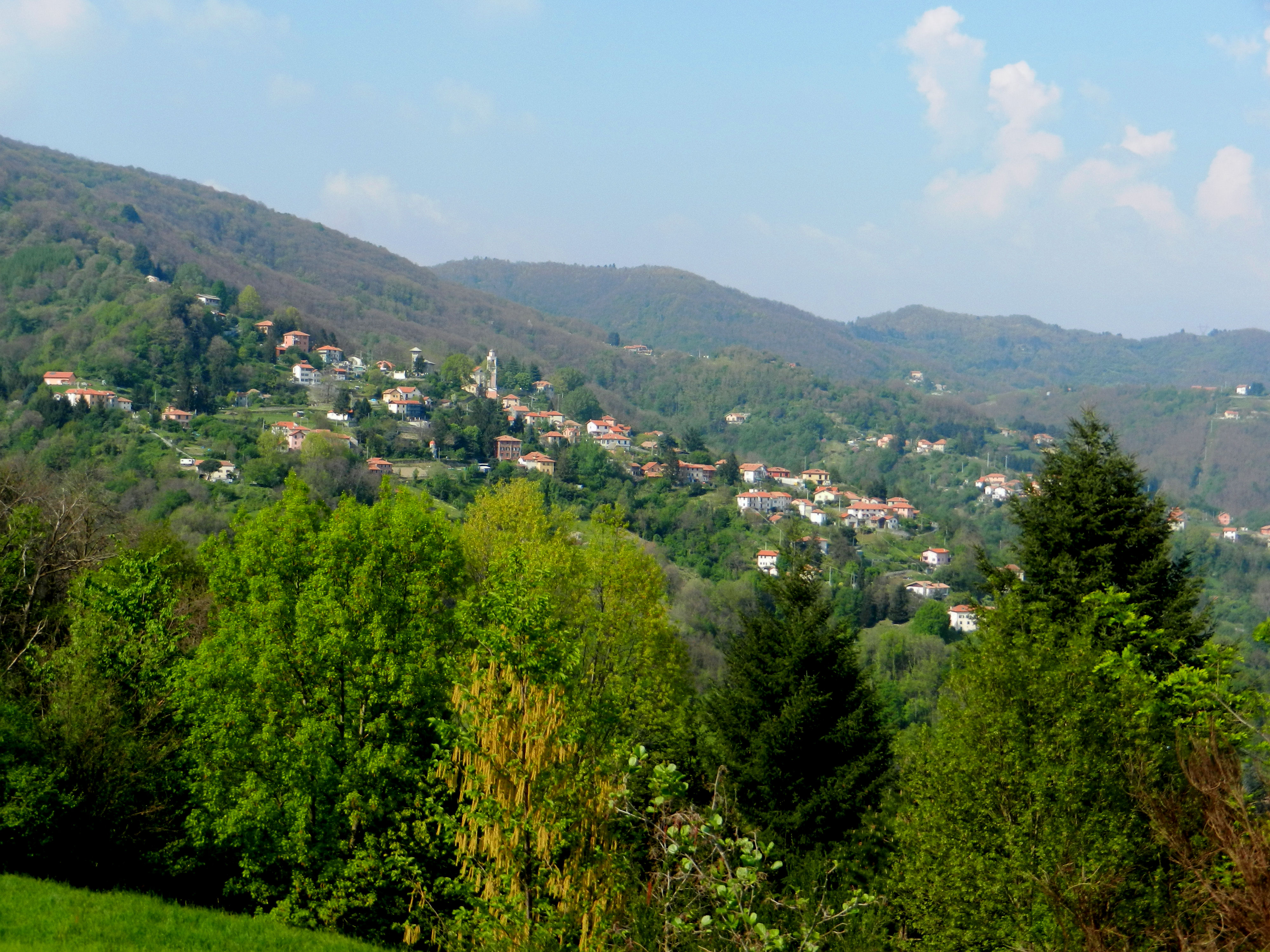
La frazione di Paveto

Il territorio comunale è formato, oltre alla sede comunale di Ponteacqua, dalle frazioni storiche di Fumeri, Giovi, Montanesi, Paveto e Vetrerie e da altre località, per un totale di 16,27 km2.
Confina a nord con i comuni di Fraconalto (AL) e Busalla, a sud con Genova e Serra Riccò, a ovest con Campomorone e Voltaggio (AL) a est con Savignone.

### Frazioni
- Fumeri: la frazione, raggiungibile con due strade che iniziano rispettivamente dalle località Pile e Ponterosso, in linea d'aria si trova a breve distanza da Costagiutta, con cui non è però collegata.
- Giovi: comprende due gruppi distinti di case situate lungo la strada statale 35 dei Giovi: Chiesa Giovi, nei pressi della chiesa dell'Ascensione di Nostro Signore Gesù Cristo e Passo dei Giovi, da dove si dirama la strada per il santuario della Vittoria. La zona del valico dei Giovi era quella con maggiore presenza di case di villeggiatura e alberghi, e fu definita "la Svizzera ligure". Il passo era stato anche per molti anni il traguardo della corsa auto-motociclistica Pontedecimo-Giovi, che in alcune edizioni vide in gara il famoso campione Tazio Nuvolari. Le località più vicine sono Ponterosso e Migliarina.
- Montanesi: la frazione sorge a nord del comune, lungo una strada pedemontana nella val Polcevera, a est del passo dei Giovi e vicino all'autostrada A7. Montanesi conta a nord la piccola contrada di Canà, sulla strada che la collega alla vicina località di Vittoria.
- Paveto: la frazione sorge ai piedi del monte Poggio, lungo una strada pedemontana che si dirama da "via Monte Pasubio", a breve distanza dalla località di Costagiutta. Il piccolo centro si espande principalmente lungo la sua strada principale, via Angelo Gazzo. Cognome tipico di Paveto è quello dei "Sobrero". Si suppone che tale cognome scaturisca da qualche mercante o soldato in transito fermatosi in zona certamente durante il periodo medievale. Curioso il cosiddetto "lascito Sobrero", documento notarile ancora esistente secondo il quale, grazie a un apposito fondo monetario, venivano assegnati denari alle giovani spose particolarmente bisognose.
- Vetrerie: detta anche "Vetreria", è situata ai piedi della collina sulla quale sorge la chiesa di Sant'Ambrogio, ed è la frazione più popolosa del comune, spesso identificata semplicemente come "Mignanego". Si trova a sud del comune, lungo la SS 35, vicina al quartiere genovese di Pontedecimo e pressoché contigua con Ponteacqua e Barriera. La contrada Prelo, a sud dell'abitato, amministrativamente fa parte del comune di Serra Riccò.

### Altre località

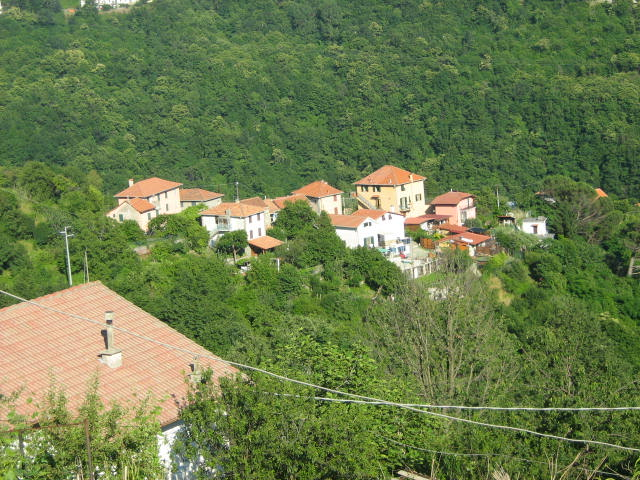
La località di Costagiutta

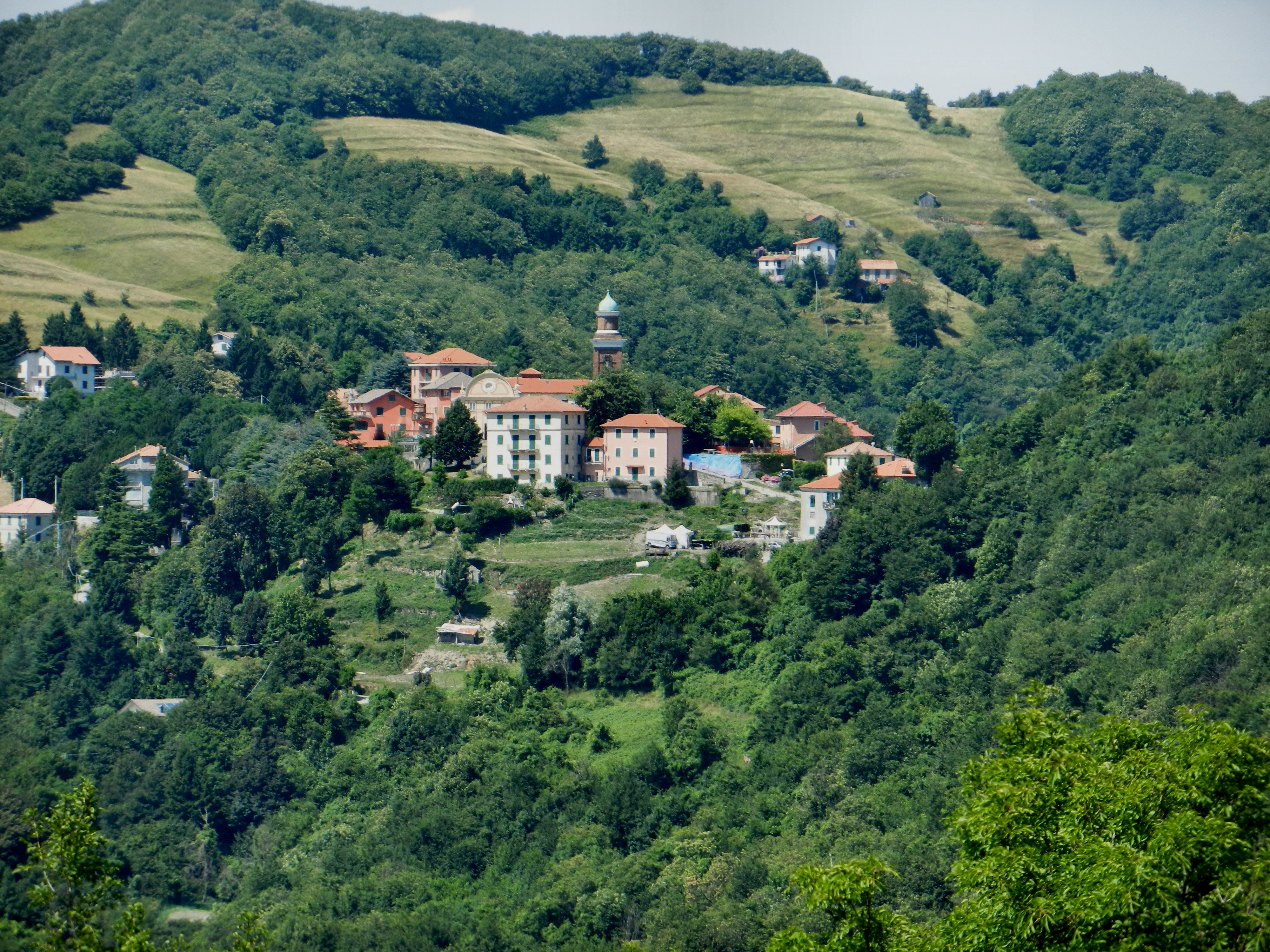
La località Vittoria

- Barriera: un tempo denominata Armirotti, fu così chiamata perché nei primi tempi dopo la costruzione della strada dei Giovi, intorno al 1817, qui fu istituita una stazione di posta e imposto il pagamento di un pedaggio. La frazione sorge al centro del comune, sulla statale 35 e al lato occidentale del torrente Riccò, fra Vetrerie e Ponterosso. In prossimità del centro della località sorge la stazione di Piano Orizzontale dei Giovi, che si trova tuttavia nel territorio comunale di Serra Riccò. A sud della frazione si dirama la strada per Paveto e Costagiutta e a nord quella per Fumeri. Dopo Vetrerie è l'abitato comunale più popoloso.
- Costagiutta: la località sorge ai piedi del monte Poggio, lungo la strada pedemontana "Via Monte Pasubio", vicina alla frazione di Paveto e in linea d'aria non distante da Fumeri. L'abitato, concentrato fra due tornanti con diversa altimetria di questa strada, prosegue a nord con sporadiche case sparse fino a pochi chilometri dal confine con il Piemonte. La piccola frazione pare abbia un'antica storia che risale forse ancor prima del Medioevo. Come già detto in precedenza, si tratta dell'antica "Costaiota". Si pensa che Costagiutta un tempo fosse molto popolata, questo perché vi è una piccola chiesa utilizzata attualmente nel periodo estivo e la casa di proprietà della Chiesa medesima usata come abitazione dai "prevosti" dell'epoca. Inoltre vi sono anche terreni sempre di proprietà della Chiesa, un tempo necessari e preziosi per il mantenimento del curatore di anime. Anche in questa frazione è predominante il cognome "Sobrero" tipico di Paveto e Costagiutta.
- Migliarina: la località sorge a nord del comune, lungo la SS 35, lungo un tornante occidentale del passo dei Giovi, tra la chiesa dei Giovi e il valico. Tramite un sentiero è collegata col monte Poggio, al confine con il Piemonte. È ivi posizionata la famosa "curva della morte", così denominata a causa dei numerosi incidenti mortali avvenuti proprio in quel punto durante le gare motociclistiche della Pontedecimo-Giovi.
- Pile: sorge sulla SS 35, a nord del comune, tra Ponterosso e Barriera e nei pressi della stazione ferroviaria di Mignanego.
- Ponterosso: sorge sulla SS 35, a nord del comune. La frazione più vicina è Giovi e nei pressi dell'abitato si trova la stazione di Mignanego. Da qui si diramano le strade per Montanesi e il santuario della Vittoria e quella per Fumeri.
- Ponteacqua: sorge lungo la SS 35, tra Vetrerie e Barriera, e vi hanno sede gli uffici comunali.
- Vittoria: sorge a nord del comune, lungo una strada pedemontana nella val Polcevera sul lato orientale del passo dei Giovi ed è costituita dal gruppo di case intorno al santuario della Vittoria. La frazione più vicina è Montanesi.

## Economia
L'economia del comune si basa principalmente sull'attività industriale (chimica, metalmeccanica, alimentare).

## Infrastrutture e trasporti

### Strade
Il territorio di Mignanego è attraversato principalmente dalla strada statale 35 dei Giovi che gli permette il collegamento stradale con il quartiere genovese di Pontedecimo, a sud, e con Busalla in valle Scrivia. Attraverso la strada provinciale 47 del Santuario di Nostra Signora della Vittoria è possibile il collegamento con il centro di Savignone e l'omonimo santuario.

### Ferrovie
Il territorio comunale è attraversato dalle due linee ferroviarie che collegano Genova con la pianura Padana, la linea storica Torino-Genova e la cosiddetta Succursale dei Giovi, lungo la quale è presente la stazione di Mignanego, che dal 13 dicembre 2015 non ha nessun servizio passeggeri o merci.

### Mobilità urbana
Dal comune di Genova un servizio di trasporto pubblico locale gestito dall'AMT garantisce quotidiani collegamenti bus con Mignanego e per le altre località del territorio comunale.

## Amministrazione

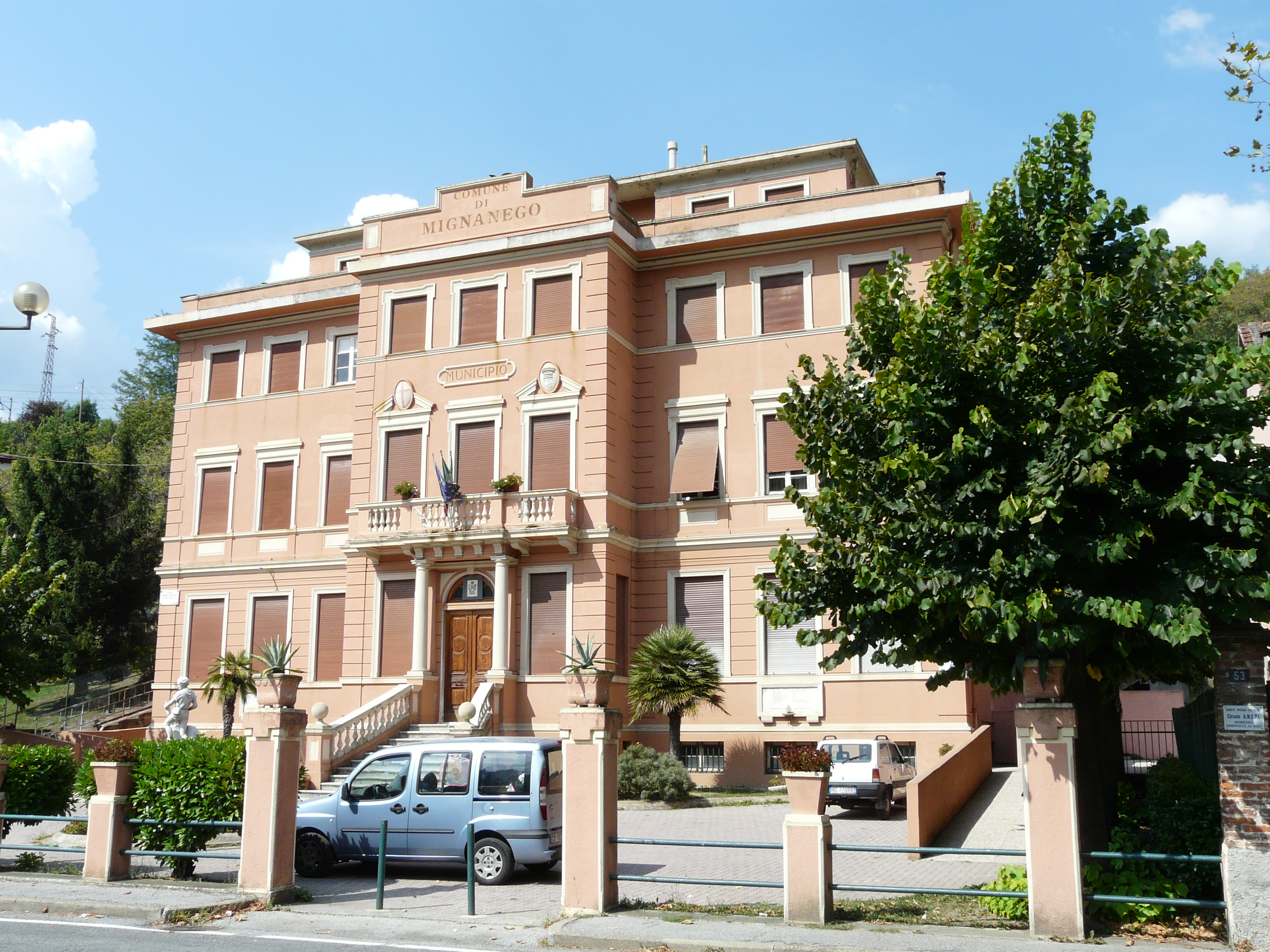
Il municipio

## Sport
- A.S.D. Mignanego, militante nel campionato di Promozione, disputa le partite casalinghe presso lo stadio "Grondona" di Pontedecimo.

Inoltre Mignanego è, assieme a Campomorone, una delle località della val Polcevera in cui si pratica il "calcio anormale", ossia un tipo di calcio misto maschile/femminile. Da citare nella frazione di Paveto, la locale Unione Sportiva Paveto che è stata fondata nel 1973 e tuttora è molto attiva in special modo durante i mesi primaverili ed estivi.